# Osa leśna
Osa leśna (Dolichovespula sylvestris) – gatunek owada z rodziny osowatych (Vespidae). Występuje w Europie (w tym też w Polsce) i Azji.
Robotnice osiągają 11–14 mm długości, a królowe osiągają 14–18 mm. Poluje na pszczoły. Gniazdo cienkościenne, wielkości pięści, budowane na balkonach, w dziuplach, na belkach strychów, na gałązkach, rzadko w ziemi.